# السول البيروي (1863–1985)
السول، لاحقًا sol de oro (السول الذهبي) كانت العملة المستخدمة في البيرو بين عامي 1863 و1985. كان لديه رمز العملة ISO 4217 PES. تقسمت إلى 10 دينار أو 100 سنتافوس. وكان لها أيضًا وحدتان مختلفتان على مدار فترة تداولها، الإنكا (1881-1882) والجنيه الذهبي لاحقًا (1898-1931، المختصر Lp.)، وكلاهما يساوي 10 سول.

## التاريخ
قدم السول في عام 1863 عندما استكملت بيرو نظامها العشري، حيث حل محل الريال بمعدل 1 سول = 10 ريالات. كما حل السول محل البيزو البوليفي من حيث القيمة، والذي كان متداولًا في جنوب بيرو. بين عامي 1858 و1863، صدرت عملات معدنية مقومة بالريال والسنتافو والإسكودو. ربط السول في البداية بالفرنك الفرنسي بمعدل 1 سول = 5 فرنك (S/). 5.25 إلى £1 وS/. 1.08 إلى 1 دولار أمريكي).
في عامي 1880 و1881، صدرت عملات فضية مقومة بالبيزيتا، بقيمة 20 سنتافو لكل بيزيتا. في عام 1881، إدخلت عملة الإنكا، والتي تساوي عشرة سول، للاستخدام على الأوراق النقدية. استبدل ربط العملة بالفرنك في عام 1901 بربطها بالجنيه الإسترليني بمعدل 10 سول = 1 جنيه إسترليني، مع إصدار عملات ذهبية وأوراق نقدية مقومة بالجنيه الإسترليني ( ليبرا بالإسبانية). حافظوا على هذا الربط حتى عام 1930 عندما تركت بيرو معيار الذهب وأنشأت سعرًا رسميًا قدره S/o 2.5 = 1 دولار أميركي، وهو المعدل الذي ظل قائماً حتى عام 1946. في عام 1933، إصدرت الأوراق النقدية مرة أخرى بالسول، والتي تسمى الآن soles de oro. ظهر هذا الاسم أيضًا على العملات المعدنية اعتبارًا من عام 1935، عندما استبدلت الفضة بالمعادن الأساسية.
| سعر الصرف الثابت مقابل الدولار الأمريكي | سعر الصرف الثابت مقابل الدولار الأمريكي |
| الفترة                                  | قيمة الدولار الأمريكي الواحد بالسول     |
| --------------------------------------- | --------------------------------------- |
| 1930–1946                               | S/o 2.5                                 |
| 1946–1949                               | S/o 2.75                                |
| 1949                                    | S/o 3.5                                 |
| 1950                                    | S/o 5                                   |
| 1951–1953                               | S/o 10                                  |
| 1953–1958                               | S/o 19                                  |
| 1958                                    | S/o 24.56                               |
| 1959                                    | S/o 27.71                               |
| 1960                                    | S/o 26.76                               |
| 1961                                    | S/o 26.81                               |
| 1962–1967                               | S/o 26.82                               |
| 1967–1975                               | S/o 38.7                                |

منذ عام 1975، استخدمت أسعار متعددة للدولار الأمريكي.
ونتيجة للتضخم المزمن الذي حدث في بيرو خلال فترة الرئاسة الثانية لفرناندو بيلاوندي تيري، استبدل السول في عام 1985 بالإنتي بمعدل 1000 سول = 1 إنتي. حلت العملة الجديدة سول محل العملة المحلية في عام 1991، أثناء إدارة ألبرتو فوجيموري، بمعدل مليون إلى واحد (أو مليار (10 9 ) سول قديم إلى واحد سول جديد).
لم تعد الأوراق النقدية والعملات المعدنية من فئة السول عملة قانونية في بيرو، ولا يمكن استبدالها بالأوراق النقدية والعملات المعدنية المقومة بالسول الجديد الحالي.

## العملات المعدنية

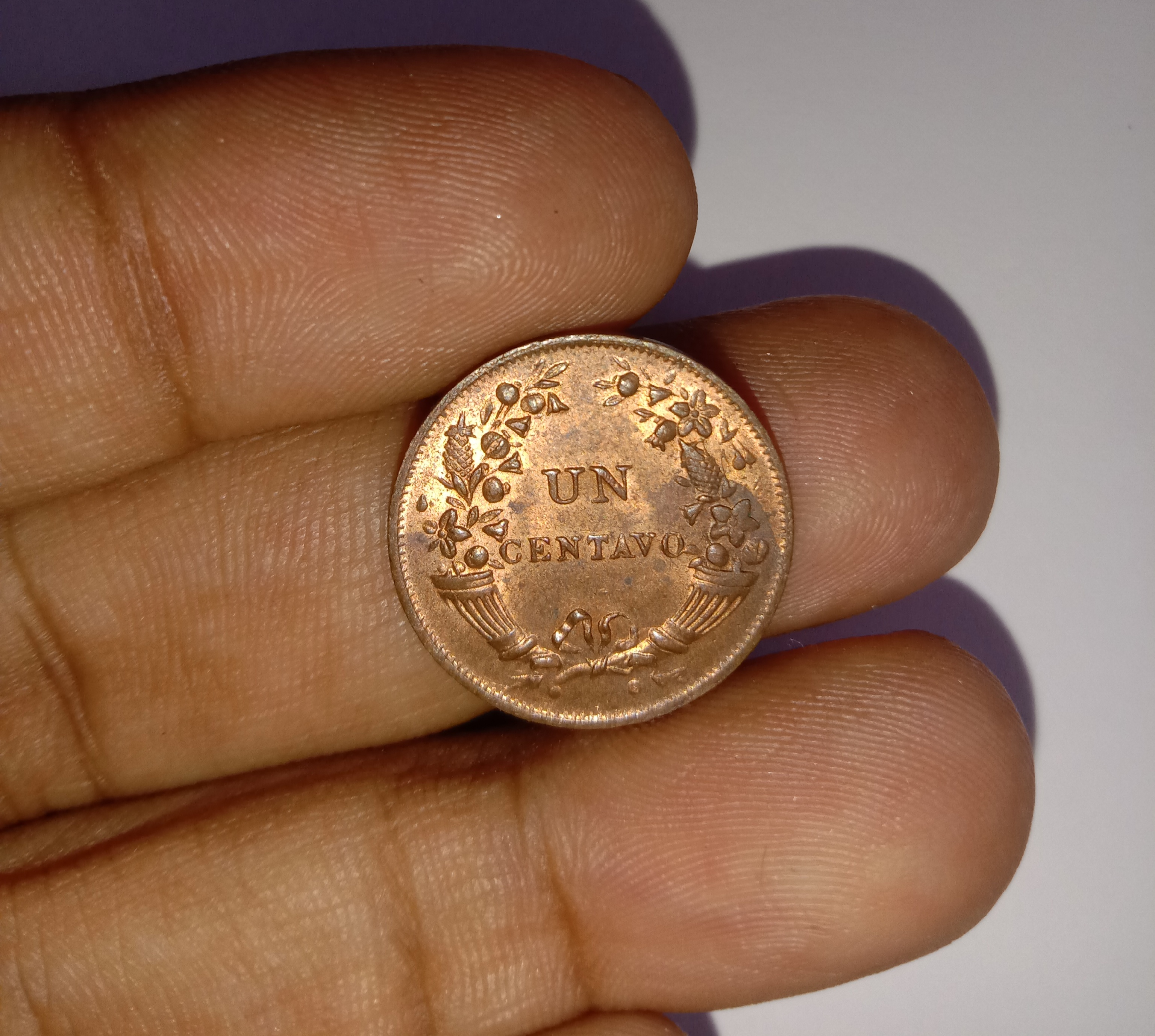
1 عملة سنتافو لجمهورية بيرو على الوجه الخلفي. العملة مصنوعة من البرونز، سكت في عام 1944.

في عام 1863، إصدرت عملات من النحاس والنيكل بقيمة 1 و2 سنتافو وعملات فضية بقيمة 0.900 دولار أمريكي.1⁄2 و 1 دينار و1⁄5 قدم سول، تلاها 0.900 فضة1⁄2 و 1 سول في عام 1864. إصدرت العملات الذهبية من فئة 5 و10 و20 سول فقط في عام 1863. في عامي 1875 و1876، استبدل النحاس والنيكل بالبرونز. في عامي 1879 و1880، سكت عملات معدنية مؤقتة من النيكل النحاسي في فئات 5 و10 و20 سنتافو لاستبدال الأوراق النقدية بالعملات المعدنية. في عام 1898، إصدرت عملات ذهبية بقيمة 1 جنيه إسترليني (Lp. قدمت (1 = 10 سول) ، تليها Lp. 1⁄2 (5 سول) في عام 1902 و Lp. 1⁄5 (2 سول) في عام 1905. ظلت هذه الصحف تصدر للتداول حتى عام 1930.
في عام 1918، قدمت عملات معدنية من النحاس والنيكل بقيمة 5 و10 و20 سنتافو، وتبعتها في عام 1922 عملات S/. 1⁄2 و S/. 1 قطعة نقدية من الفضة عيار 500. الفضة1⁄2 استبدلت و 1 سول بعملات نحاسية في عام 1935. وفي عام 1942، تبع ذلك إصدار عملات نحاسية من فئة 5 و10 و20 سنتافو. في عام 1950، قدمت عملات الزنك بقيمة 1 و 2 سنتافو والتي صدرت حتى عام 1958. في عام 1965، قدمت عملات معدنية بقيمة 25 سنتافو، وتبعتها في عام 1969 عملات من النحاس والنيكل S/o 5 و س/و 10.
توقف إنتاج العملات من فئة 5 و25 سنتافو في عام 1975، ثم توقف إنتاج العملات من فئة 10 و20 سنتافو في عام 1976، ثم 50 سنتافو في عام 1977. في عام 1978، استبدل النحاس بالنيكل النحاسي في S/o 5 و س/و 10 بينما الألومنيوم والبرونز S/o 50 ونحاس ونيكل S/O طرحت 100 عملة معدنية في عامي 1979 و 1980. آخر S/o 1 و S/o إصدرت 5 عملات معدنية في عامي 1982 و 1983. في عام 1984، النحاس S/o 10، س/و 50، س/أو 100 وما بعدها إصدرت 500 قطعة نقدية. سكت آخر هذه القطع في عام 1985.

## الأوراق النقدية
قدمت الأوراق النقدية الأولى من قبل البنوك الخاصة. في عام 1864، قدم بنك لا بروفيدنسيا أوراق نقدية بقيمة 50، 200، 400، 80، و200 سول، مع جميع الأوراق النقدية ما عدا S/. 5 مقومة أيضًا بالبيزو (25، 50، 100، و250 بيزو). تضمنت الإصدارات اللاحقة لهذا البنك فئات من1⁄2، 1، 2، 4، 5، 8، 10، 20، 50، 100، 500، و1000 سول.
ومن بين البنوك الخاصة الأخرى التي أصدرت أوراقًا نقدية في بيرو:
| البنك                                         | السنوات                   |
| --------------------------------------------- | ------------------------- |
| بنك أنجلو بيروانا                             | 1873–1877                 |
| بنك أريكيبا                                   | 1871–1874                 |
| بانكو دي لا كومبانيا جنرال ديل بيرو           | 1873                      |
| بنك إصدار السيرو                              | 1872                      |
| بنك الضمان                                    | 1872–1876                 |
| بنك ليما                                      | 1870–1878                 |
| بانكو دي لندن، المكسيك وجنوب أمريكا           | 1866–1875                 |
| البنك الوطني في بيرو                          | 1873–1877                 |
| بنك بيرو                                      | 1864–1878                 |
| بنك بيورا                                     | 1873–1878                 |
| بنك تاكنا                                     | سبعينيات القرن التاسع عشر |
| بنك تروخيو                                    | 1871–1876                 |
| بنكوديل فالي دي تشيكاما                       | سبعينيات القرن التاسع عشر |
| Compañia de Obras Públicas y Fomento del Perú | 1876                      |
| مونتي دي بيداد دي ليما                        | سبعينيات القرن التاسع عشر |

وشملت الفئات الإضافية إلى تلك التي أصدرها بنك لا بروفيدنسيا فئات 10 و20 و40 سنتافو و 25 و 400 س.

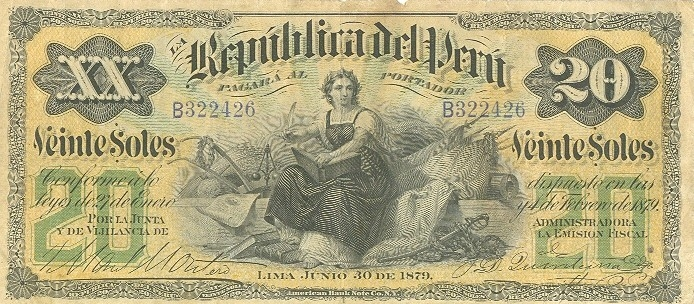
س/. ورقة نقدية بقيمة 20 دولارًا، 1879

في عام 1879، قدمت الحكومة أوراق نقدية بقيمة 1، 2، 5، 10، 20، 50، 100، و500 سول. في عام 1881، طبعت فئات 5 و100 سول على الأوراق النقدية من فئة 5 و100 إنكا. في عام 1914، قدمت الشيكات لحاملها مقابل ليرة لبنانية. 1⁄2، ل.ب. 1، ل.ب. 5، و ل.ب. 10 (س/. 5، س/. 10، س/. 50 و س/. 100). في عام 1918، إصدرت شيكات بقيمة 1 سول، وفي عام 1917، صدرت شهادات ذهبية بقيمة 5 و50 سنتافو و1 سول. في عام 1922، تولى بنك الاحتياطي البيروفي إنتاج النقود الورقية، وأصدر سلسلة أخيرة من الأوراق النقدية بالجنيه الإسترليني.
في عام 1933، بدأ البنك الاحتياطي بإصدار أوراق نقدية مقومة بالسول. كانت الإصدارات الأولى عبارة عن أوراق نقدية من فئة الميزان مطبوعة عليها الفئات الجديدة من فئة S/o 5، س/و 10، س/و 50 وما بعدها 100. إصدارات منتظمة متبوعة بفئات S/o 1⁄2، س/أو 1، س/و 2، س/و 5، س/و 10، س/و 20، س/و 50 وما بعدها 100. 50 سنتافو وما دون إصدر 1 منها فقط حتى عام 1935. لذا قدمت فئة 500 ورقة نقدية في عام 1946، تلاها فئة S/o 200 وما بعدها 1000 في عام 1968. إنتجت الورقة النقدية فئة 5 آخر مرة في عام 1974، مع S/o 10 و س/س إصدرت 50 آخر مرة في عامي 1976 و1977 على التوالي. في نفس العام، طرحت 5000 s/o ورقة نقدية. في عام 1979، إضيفت 10000 s/o، تليها S/o 50,000 في عام 1981.